# Urgleptes cazieri
Urgleptes cazieri es una especie de escarabajo longicornio del género Urgleptes, tribu Acanthocinini, subfamilia Lamiinae. Fue descrita científicamente por Gilmour en 1961.

## Descripción
Mide 4,5 milímetros de longitud.

## Distribución
Se distribuye por México.